# Cryptospora inconspicua
Cryptospora inconspicua är en korsblommig växtart som först beskrevs av Vladimir Leontjevitj Komarov, och fick sitt nu gällande namn av Otto Eugen Schulz. Cryptospora inconspicua ingår i släktet Cryptospora, och familjen korsblommiga växter. Inga underarter finns listade i Catalogue of Life.